# Alfredo Berzanti
Alfredo Berzanti (Trieste, 16 novembre 1920 – Udine, 13 maggio 2000) è stato un politico e partigiano italiano.

## Carriera politica
Ufficiale di completamento, Berzanti fu uno dei promotori della Resistenza in Friuli, tra i più importanti dirigenti delle Brigate Osoppo, alla costituzione delle quali diede un grande contributo; difese anche la zona libera del Friuli orientale. Portava Paolo come nome di battaglia.
Membro di grande rilievo della Democrazia Cristiana del Friuli Venezia Giulia, nel dopoguerra Berzanti fu segretario provinciale della DC di Udine, assessore al Comune di Udine e segretario generale della Camera di Commercio. Alle elezioni politiche del 1953 venne eletto alla Camera dei deputati e si occupò del decentramento amministrativo nella Commissione parlamentare costituita allo scopo.
Dal 24 giugno 1964 al 6 luglio 1973 è stato il primo Presidente della Regione Friuli-Venezia Giulia. Ha formato due giunte composte da una coalizione di cinque partiti: Democrazia Cristiana, Partito Socialista Italiano, Partito Socialista Democratico Italiano, Partito Repubblicano Italiano, Partito Liberale Italiano durante la prima legislatura, e una giunta durante la seconda legislatura con le stesse forze politiche.
Dal 7 luglio 1973 al 4 dicembre 1974 è stato Presidente del Consiglio regionale del Friuli-Venezia Giulia